# Canada (province iroquoienne)
Pour les articles homonymes, voir Canada (homonymie).
Entités suivantes :
- Canada (colonie française)

La province de Canada ou pays de Canada est le nom donné par l'explorateur français Jacques Cartier à une région habitée par les Iroquoiens du Saint-Laurent dans les années 1530 et 1540.

## Géographie

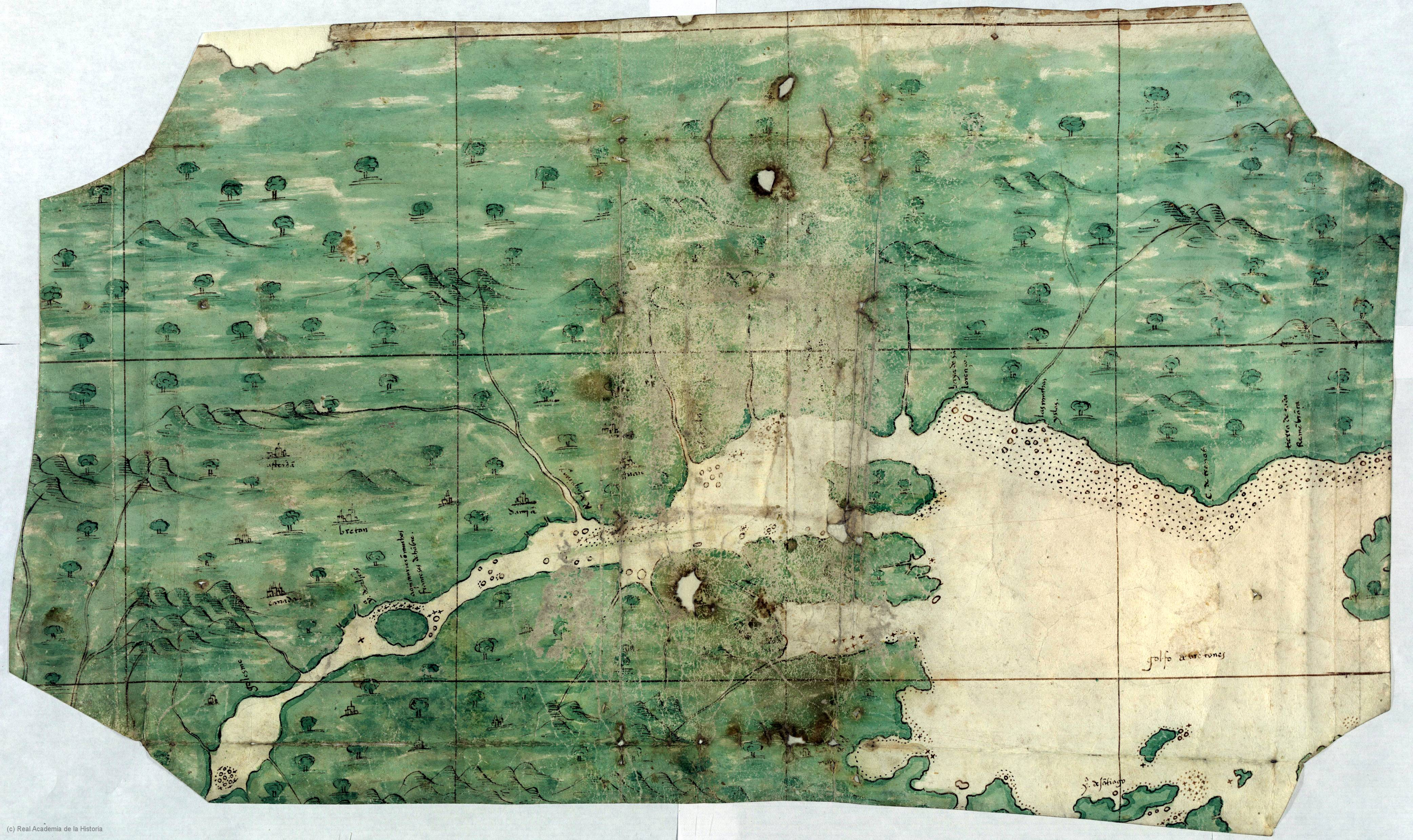
Carte espagnole du fleuve Saint-Laurent vers 1541.

La province correspond aujourd'hui approximativement à la région de Québec et ses environs. Elle pourrait englober un territoire situé entre la Grosse Île à l'est jusqu'à mi-chemin entre la ville de Québec et Trois-Rivières. Dans ses Relations, Jacques Cartier situe son commencement dans l'estuaire moyen du fleuve Saint-Laurent : « Après la dite rivière [du Saguenay] est la province de Canada où il y a plusieurs peuples par villages non clos. Il y a aussi dans les environs du dit Canada dans le dit fleuve plusieurs îles tant grandes que petites ».
La province d'Hochelaga (plus en amont du fleuve) et le Royaume du Saguenay (au nord) sont les deux autres régions décrites par Cartier.

## Politique
Selon Cartier, l'agouhanna (« seigneur » de Canada) est Donnacona, chef ayant sa demeure à Stadaconé. Il affirme également que le pays de Canada serait vassal du pays d'Hochelaga, plus populeux et sédentaire.

## Localités
Selon l'historien Louis Lefebvre, la province comptait « environ une dizaine de villages, la plupart sur la rive nord du fleuve Saint-Laurent et quelques uns seulement sur la rive sud ». Parmi les lieux mentionnés par Cartier :
- Achelacy
- Ajoasté
- Starmatam
- Tailla
- Sitadin
- Stadaconé (capitale)
- Tequenonday